# جووانی کاتزولانی
جووانی کاتزولانی (ایتالیایی: Giovanni Cazzulani; ۵ اوت ۱۹۰۹ – ۲۲ اکتبر ۱۹۸۳) دوچرخه‌سوار اهل ایتالیا بود.